# Карталинський район
Карталинський район (рос. Картали́нский райо́н; каз. Қарталы ауданы, Qartaly aýdany) — муніципальне утворення в Челябінській області Росії.
Адміністративний центр — місто обласного підпорядкування Картали.

## Географія
Площа району — 4737 км², сільськогосподарські угіддя — 345300 га.
На території району розташовується Джабик-Карагайський бір.